# Danh sách đảo theo điểm cao nhất
Đây là danh sách các đảo của thế giới xếp theo chiều cao của đỉnh cao nhất tại đảo đó, chỉ tính các đảo có đỉnh cao hơn 2000 m. Các châu lục được đưa vào danh sách này để tiện so sánh.

## Các khối lục địa
| Hạng | Lục địa          | Điểm cao nhất  | Chiều cao (m) | Quốc gia                        |
| ---- | ---------------- | -------------- | ------------- | ------------------------------- |
| 1    | Đại lục Á-Âu-Phi | Núi Everest    | 8.848         | Nepal, Trung Quốc               |
| 2    | Châu Mỹ          | Aconcagua      | 6.962         | Argentina                       |
| 3    | Nam Cực          | Vinson Massif  | 4.892         | Lãnh thổ châu Nam Cực thuộc Anh |
| 4    | Australia        | Núi Kosciuszko | 2.228         | Úc                              |

Ghi chú: Australia, diện tích 7.600.000 km², được xem là 1 lục địa hơn là 1 đảo. Nếu xem là 1 đảo thì Australia phải xếp thứ 58.

## Đảo có đỉnh cao hơn 2.000 m
| Thứ hạng | Đảo                | Điểm cao nhất          | Chiều cao (m) | Quốc gia                      |
| -------- | ------------------ | ---------------------- | ------------- | ----------------------------- |
| 1        | New Guinea         | Puncak Jaya            | 4.884         | Indonesia ( Papua New Guinea) |
| 2        | Hawaii             | Mauna Kea              | 4.205         | Hoa Kỳ                        |
| 3        | Borneo             | Núi Kinabalu           | 4.101         | Malaysia ( Indonesia, Brunei) |
| 4        | Đài Loan           | Ngọc Sơn               | 3.952         | Đài Loan                      |
| 5        | Sumatra            | Núi Kerinci            | 3.805         | Indonesia                     |
| 6        | Đảo Ross           | Núi Erebus             | 3.794         | Nam Cực                       |
| 7        | Honshū             | Núi Phú Sĩ             | 3.776         | Nhật Bản                      |
| 8        | Đảo Nam            | Aoraki                 | 3.755         | New Zealand                   |
| 9        | Lombok             | Núi Rinjani            | 3.726         | Indonesia                     |
| 10       | Tenerife           | Teide                  | 3.718         | Tây Ban Nha                   |
| 11       | Greenland          | Gunnbjørnsfjeld        | 3.694         | Greenland                     |
| 12       | Java               | Semeru                 | 3.676         | Indonesia                     |
| 13       | Sulawesi           | Bulu Rantemario        | 3.478         | Indonesia                     |
| 14       | Sicilia            | Núi Etna               | 3.323         | Ý                             |
| 15       | Đảo Siple          | Núi Siple              | 3.110         | Nam Cực                       |
| 16       | Hispaniola         | Pico Duarte            | 3.098         | Cộng hòa Dominica             |
| 17       | Réunion            | Piton des Neiges       | 3.069         | Pháp                          |
| 18       | Maui, Hawaii       | Haleakalā              | 3.055         | Hoa Kỳ                        |
| 19       | Bali               | Núi Agung              | 3.031         | Indonesia                     |
| 20       | Seram              | Gunung Binaiya         | 3.027         | Indonesia                     |
| 21       | Bioko              | Pico Basilé            | 3.011         | Guinea Xích Đạo               |
| 22       | Đảo Alexander      | Núi Stephenson         | 2.987         | Nam Cực                       |
| 23       | Timor              | Gunung Tata Mailau     | 2.986         | Indonesia ( Đông Timor)       |
| 24       | Mindanao           | Núi Apo                | 2.954         | Philippines                   |
| 25       | Nam Georgia        | Núi Paget              | 2.934         | Anh Quốc                      |
| 26       | Luzon              | Núi Pulog              | 2.922         | Philippines                   |
| 27       | Madagascar         | Maromokotro            | 2.876         | Madagascar                    |
| 28       | Đảo Unimak, Alaska | Núi Shishaldin         | 2.869         | Hoa Kỳ                        |
| 29       | Fogo               | Núi Fogo               | 2.829         | Cabo Verde                    |
| 30       | Đảo Bắc            | Núi Ruapehu            | 2.797         | New Zealand                   |
| 31       | Đảo Anvers         | Núi Francais           | 2.760         | Nam Cực                       |
| 32       | Đảo Heard          | Đỉnh Mawson            | 2.745         | Úc                            |
| 33       | Sumbawa            | Núi Tambora            | 2.722         | Indonesia                     |
| 34       | Bougainville       | Núi Balbi              | 2.715         | Papua New Guinea              |
| 35       | Corse              | Monte Cinto            | 2.706         | Pháp                          |
| 36       | Buru               | Gunung Kapalatmada     | 2.700         | Indonesia                     |
| 37       | Đảo Ellesmere      | Đỉnh Barbeau           | 2.616         | Canada                        |
| 38       | Mindoro            | Núi Halcon             | 2.582         | Philippines                   |
| 39       | Tierra del Fuego   | Monte Darwin           | 2.580         | Chile và Argentina            |
| 40       | Đảo Goodenough     | Núi Vineuo             | 2.536         | Papua New Guinea              |
| 41       | Sri Lanka          | Pidurutalagala         | 2.524         | Sri Lanka                     |
| 42       | Đảo Brabant        | Núi Parry              | 2.520         | Nam Cực                       |
| 43       | Crete              | Núi Ida                | 2.456         | Hy Lạp                        |
| 44       | Negros             | Núi lửa Canlaon        | 2.430         | Philippines                   |
| 45       | La Palma           | Roque de los Muchachos | 2.423         | Tây Ban Nha                   |
| 46       | Grande Comore      | Núi Karthala           | 2.361         | Comoros                       |
| 47       | Flores             | Poco Mandasawu         | 2.360         | Indonesia                     |
| 48       | Đảo Pico           | Ponta do Pico          | 2.351         | Bồ Đào Nha                    |
| 49       | Đảo Atlasov        | Núi lửa Alaid          | 2.339         | Nga                           |
| 50       | New Britain        | Núi Ulawun             | 2.334         | Papua New Guinea              |
| 51       | Guadalcanal        | Núi Popomanaseu        | 2.332         | Quần đảo Solomon              |
| 52       | Đảo Adelaide       | Núi Gaudry             | 2.315         | Nam Cực                       |
| 53       | Đảo Clarence       | Núi Irving             | 2.300         | Nam Cực                       |
| 54       | Hokkaidō           | Asahidake              | 2.290         | Nhật Bản                      |
| 55       | Jan Mayen          | Beerenberg             | 2.277         | Na Uy                         |
| 56       | Jamaica            | Đỉnh Blue Mountain     | 2.256         | Jamaica                       |
| 57       | Tahiti             | Núi Orohena            | 2.241         | Pháp                          |
| 58       | Đảo Axel Heiberg   | Đỉnh Outlook           | 2.210         | Canada                        |
| 59       | Milne Land         | không tên              | 2.200 +       | Greenland                     |
| 60       | Đảo Vancouver      | Golden Hinde           | 2.195         | Canada                        |
| 61       | New Ireland        | Lambel                 | 2.150         | Papua New Guinea              |
| 62       | Đảo Baffin         | Núi Blanche            | 2.146         | Canada                        |
| 63       | Panay              | Núi Madiac             | 2.117         | Philippines                   |
| 64       | Bacan              | Buku Sibela            | 2.111         | Indonesia                     |
| 65       | Iceland            | Hvannadalshnúkur       | 2.110         | Iceland                       |
| 66       | Đảo Upernivik      | Palup Qaqa             | 2.105         | Greenland                     |
| 67       | Đảo Smith          | Núi Foster             | 2.105         | Nam Cực                       |
| 68       | Umnak, Alaska      | Núi Vsevidof           | 2.103         | Hoa Kỳ                        |
| 69       | Đảo Palawan        | Núi Mantaling          | 2.085         | Philippines                   |
| 70       | Tristan da Cunha   | Đỉnh Queen Mary        | 2.060         | Anh Quốc                      |
| 71       | Đảo Sibuyan        | Núi Guiting-Guiting    | 2.057         | Philippines                   |
| 72       | São Tomé           | Pico de São Tomé       | 2.024         | São Tomé và Príncipe          |
| 73       | Cuba               | Pico Turquino          | 2.005         | Cuba                          |
| 74       | Đảo Coulman        | Hawkes Heights         | 2.000         | Nam Cực                       |

## Các đảo đáng kể khác
Nhiều đảo sau đây được chọn đưa vào danh sách các đảo cao nhất thuộc về các đảo quốc.
| Đảo               | Điểm cao nhất                    | Chiều cao (m) | Quốc gia                                    |
| ----------------- | -------------------------------- | ------------- | ------------------------------------------- |
| Cộng hòa Síp      | Núi Olympus                      | 1.952         | Síp                                         |
| Espiritu Santo    | Núi Tabwemasana                  | 1.877         | Vanuatu                                     |
| Savai'i           | Núi Silisili                     | 1.858         | Samoa                                       |
| Dominica          | Morne Diablotins                 | 1.447         | Dominica                                    |
| Cape Verde        | Pico d'Antónia                   | 1.394         | Cabo Verde                                  |
| Đảo Anh           | Ben Nevis                        | 1.344         | Anh Quốc                                    |
| Viti Levu         | Tomanivi                         | 1.324         | Fiji                                        |
| Saint Vincent     | Soufrière                        | 1.324         | Saint Vincent và Grenadines                 |
| Saint Kitts       | Núi Liamiuga                     | 1.156         | Saint Kitts và Nevis                        |
| Ireland           | Carrauntoohill                   | 1.041         | Ireland ( Anh Quốc)                         |
| Đảo Kao           | không tên                        | 1.033         | Tonga                                       |
| Saint Lucia       | Núi Gimie                        | 950           | Saint Lucia                                 |
| Trinidad          | El Cerro del Arripo              | 940           | Trinidad và Tobago                          |
| Mahé              | Mome Seychellois                 | 905           | Seychelles                                  |
| Eysturoy          | Slættaratindur                   | 882           | Quần đảo Faroe, khu vực tự trị của Đan Mạch |
| Grenada           | Núi Saint Catherine              | 840           | Grenada                                     |
| Mauritius         | Piton de la Petite Rivière Noire | 828           | Mauritius                                   |
| Pohnpei           | Totolom                          | 791           | Liên bang Micronesia                        |
| Guam              | Lamlam                           | 406           | Guam                                        |
| Antigua           | Đỉnh Boggy                       | 402           | Antigua và Barbuda                          |
| Barbados          | Núi Hillaby                      | 336           | Barbados                                    |
| Malta             | Ta'Dmejrek                       | 253           | Malta                                       |
| Babeldaob         | Núi Ngerchelchauus               | 242           | Palau                                       |
| Singapore         | Bukit Timah                      | 166           | Singapore                                   |
| Bahrain           | Jabal ad Dukhan                  | 122           | Bahrain                                     |
| Banaba            | không tên                        | 81            | Kiribati                                    |
| Nauru             | không tên                        | 65            | Nauru                                       |
| Likiep            | không tên                        | 10            | Quần đảo Marshall                           |
| Quần đảo Tuvalu   | không tên                        | 5             | Tuvalu                                      |
| Quần đảo Maldives | không tên                        | 2.3           | Maldives                                    |